# 陳清 (天順進士)
陳清（1438年—1521年），字廉夫，山東青州府益都縣人。明朝政治人物。天順甲申進士，正德初官至南京工部尚書。

## 生平
天顺三年己卯科山東鄉試舉人山東鄉試第三十名，天順八年（1464年）登甲申科進士，初任戶部主事，歷陞戶部右侍郎、郎中。弘治元年（1488年）出爲山西布政使司左參政。正德元年（1506年）擔任南京工部尚书。後因忤逆劉瑾，被劉瑾矯詔勒令退休。正德十六年十一月卒。

## 家族
曾祖友才。祖義。父俊，敎諭。母周氏。具慶下。兄淵，娶曹氏。繼娶張氏。